# Amastigia texta
Amastigia texta är en mossdjursart som först beskrevs av Jean-Baptiste Lamarck 1816.  Amastigia texta ingår i släktet Amastigia och familjen Candidae. Inga underarter finns listade i Catalogue of Life.